# Журчалки
Журча́лки, Мухи-журчалки (лат. Syrphidae) — семейство двукрылых насекомых из подотряда короткоусых (Brachycera). Характерной особенностью многих представителей семейства является сходство с жалящими перепончатокрылыми (с осами, пчёлами, шмелями).

## Общая характеристика
Одно из наиболее обширных семейств короткоусых двукрылых, встречаются повсеместно, кроме пустынь и тундр, и на всех материках, кроме Антарктиды. В мировой фауне — более 6000 видов, в Палеарктике — 1600, в России — 800. Два вида журчалок зарегистрированы даже на Шпицбергене (Nielsen, 1999). Ископаемые журчалки описаны из эоцена. Очень быстро летают и машут крыльями. Длина тела от 4 до 25 мм. Окраска чёрно-жёлтая. Формой тела подражают осам и другим перепончатокрылым — так они маскируются от врагов.

## Особенности биологии

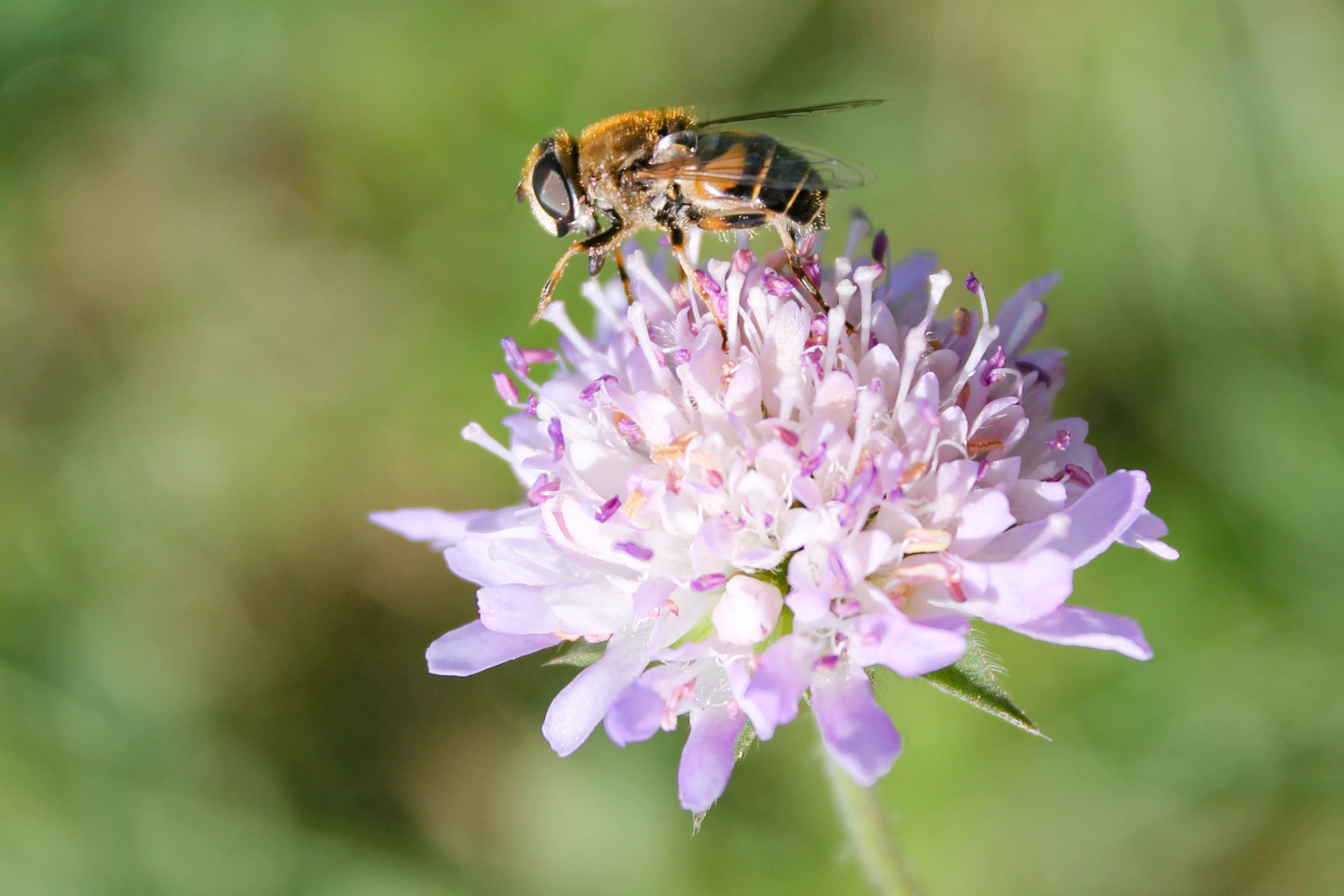
Имаго журчалки питается нектаром на цветке короставника

По образу жизни личинок журчалки могут быть разделены на несколько биологических групп:
1. хищники, личинки которых питаются тлями, реже — мелкими гусеницами бабочек и другими насекомыми с нежными кожными покровами (роды Syrphus, Scaeva, Sphaerophoria, Melanostoma, Platycheirus, Paragus, Pipiza и близкие);
2. детритофаги, личинки которых обитают в воде и питаются по преимуществу детритом (роды Eristalis, Myathropa, Helophilus и близких, а также родов Chrysogaster, Sphegina, Neoascia);
3. фитофаги, личинки которых поедают живые ткани травянистых растений (роды Cheilosia, Eumerus, Merodon и др.);
4. ксилобионты (от др.-греч. ξύλον «дерево» + бионт), на стадии личинки связанные с древесными растениями. Их личинки живут под корой, в дуплах или в древесине гниющих деревьев (роды Mallota, Blera, Criorhina, Xylota, Spilomyia, Temnostoma и др.); к этой группе биологически близки виды журчалок, в фазе личинки питающиеся вытекающим соком деревьев (Brachyopa);
5. инквилины, личинки обитают в гнёздах общественных перепончатокрылых: ос и шмелей (Volucella) или муравьёв и термитов (Microdon)[7];
6. копробионты (от греч. κόπρος «навоз, фекалии» + бионт), немногие виды журчалок, в фазе личинки связанные с навозом (Syritta, Rhingia).

Имаго питаются нектаром или пыльцой растений.

## Классификация
Семейство традиционно разделяют на три подсемейства: Eristalinae, Microdontinae и Syrphinae. Некоторые авторы также выделяют трибу Pipizini, занимающую промежуточное положение между Eristalinae и Syrphinae, в отдельное подсемейство Pipizinae. В 2023 году молекулярно-филогенетическое исследование подтвердило монофилетичность Syrphidae и была обнаружена однозначная надежная поддержка Microdontinae как сестринской группы всех остальных Syrphidae. Подсемейство Eristalinae оказалось немонофилетичным, а Pipizinae признаны сестринской группой по отношению к Syrphinae. Семейство включает около 200 родов. Некоторые представители мух-журчалок:
- Allobaccha Curran, 1928
- Anasimyia Schiner, 1864
- Asarkina Macquart, 1842
- Asiodidea Stackelberg, 1930
- Baccha Fabricius, 1905
- Betasyrphus Matsumura, 1917
- Blera Billberg, 1820
- Brachyopa Meigen, 1822
- Callicera Panzer, 1809
- Ceriana Rafinesque, 1815
- Cheilosia Meigen, 1822 — Скулатки
- Chrysogaster Meigen, 1803 — Золотобрюшки
- Chrysotoxum Meigen, 1803 — Журчалки-осы
- Conosyrphus Frey, 1915
- Didea Macquart, 1834 — Дидеа
- Doros Meigen, 1803
- Epistrophe Walker, 1852
- Episyrphus Matsumura & Adachi
- Eristalinus Rondani, 1845
- Eristalis Latreille — Пчеловидки, ильницы
- Eriozona Fallén, 1860
- Eumerus Meigen, 1822 — Корнеедки
- Eupeodes Matsumura, 1860
- Graptomyza Wiedemann, 1820
- Hammerschmidtia Schummel, 1834
- Helophilus Meigen, 1822 — Ильницы
- Heringia Rondani, 1856
- Ischiodon Sack, 1913
- Ischyrosyrphus Bigot, 1882
- Lejops Rondani, 1857i
- Leucozona Schiner, 1860
- Mallota Meigen, 1822
- Melangyna Verrall, 1901
- Melanostoma Schinz — Черноротки
- Meliscaeva Frey, 1946
- Merodon Meigen, 1803
- Mesembrius Rondani, 1857
- Microdon Meigen, 1803 — Муравьиные журчалки
- Monoceromyia Shannon, 1922
- Myiatropa Rondani, 1845
- Paragus Latreille, 1804
- Pararctophila Herve-Bazin, 1914
- Parasyrphus Matsumura, 1917
- Parhelophilus Girschner, 1897
- Pipiza Fallén, 1810 — Пипиза
- Pipizella Rondani, 1856
- Platycheirus Lepeletier and Serville, 1828  — Широколапы
- Primocerioides Shannon, 1927
- Pseudovolucella Shiraki, 1930
- Pterallastes Loew, 1863
- Rhingia Scopoli, 1763
- Rhinotropidia Stackelberg, 1930
- Scaeva Fabricius, 1805
- Sericomyia Meigen, 1803 — Журчалки шелковистые
- Simosyrphus Macquart, 1882
- Sphaerophoria Lepeletier and Serville, 1828 — Шароноски
- Sphiximorpha Rondani, 1850
- Spilomyia Meigen, 1803
- Syritta Lepeletier et Serville, 1828
- Syrphus Fabricius, 1795 — Сирфы, журчалки
- Trichopsomyia Williston, 1888
- Triglyphus Loew, 1840
- Volucella Geoffroy, 1762 — Шмелевидки
- Xanthandrus Verrall, 1901
- Xanthogramma Schiner, 1860
- Xylota Meigen, 1822 — Наствольницы

## Палеонтология
В ископаемом состоянии известны около 100 видов 38 родов. Утверждалось, что наиболее древняя муха-журчалка найдена в верхнемеловом таймырском янтаре, однако идентификация данной находки была поставлена под сомнение.

## Сирфидология
Раздел энтомологии, занимающийся исследованием журчалок, называется сирфидологией.

### Международные симпозиумы по журчалкам
С 2001 года проводятся международные симпозиумы сирфидологов. Первый симпозиум прошёл в Штутгарте (Германия), 2001, второй — в Аликанте (Испания), 2003, третий — Лейдене (Нидерланды), 2005, четвёртый — Хельсинки (Финляндия), 2007, пятый — Нови Сад (Сербия), 2009, шестой — Глазго (Великобритания), 2011, седьмой — Новосибирск (Россия), 2013, восьмой — Моншау (Германия), 2015, девятый — Куритиба (Бразилия), 2017.

### Специалисты по журчалкам
- Баркалов Анатолий Васильевич
- Виолович Николай Александрович
- Лёв Фридрих Герман
- Маккар, Пьер Жюстен Мари
- Майген Иоганн Вильгельм
- Мутин Валерий Александрович
- Штакельберг Александр Александрович